# Miskitoan
Miskitoan, skupina srodnih plemena i njihovih jezika i dijalekata u Nikaragvi i Hondurasu. Mískito plemena, nazivani i Mosquito, broje preko 160,000 duša, od čega oko 150,000 u obalnim i močvarnim nizinama Nikarave od Pearl Lagoona do Black Rivera, te u Hondurasu u departmanu Gracias a Dios. 
Miskito plemena prema Thomasu (1911) čine samostalnu porodicu koju Lehmann (1920) dalje povezuje sa skupinama Matagalpa, Ulua i Sumo Indijanaca i preko njih se vežu s porodicom Chibchan. Prema McQuown/Greenbergu porodica Misuluan koju čine Indijanci Miskitoan, Sumoan i Matagalpan dio su Velike porodice Macro-Chibchan.
Mískito Indijanci stanovnici su močvarnih prašuma uz Atlantsku obalu među kojima se razlikuje više lokalnih skupina, to su: Baldam s lagune Tuapi, Kabo (Cabo), sjeverno od ušća rijeke Río Grande u Nikaragvi, Mam iz Hondurasa s lagune Caratasca, Mískito na atlantskoj obali Nikaragve na sjever do lagune Bluefields, Tawira (Tauira) u sjeveroistočnoj Nikaragvi, Wanki ili Wangki i Baymunana s Cabo Gracias a Dios. Neke plemenske skupine vode se kao mješane sa Sumo Indijancima, to su: Bambana s rijeke Río Bambana u Nikaragvi; Kiwahka; Kukalaya ili Cucalaya; Sumo-Sirpe; Tuńgla ili Toongla. 